# NGC 2800
NGC 2800 é uma galáxia elíptica (E) localizada na direcção da constelação de Ursa Major. Possui uma declinação de +52° 30' 53" e uma ascensão recta de 9 horas, 18 minutos e 35,1 segundos.
A galáxia NGC 2800 foi descoberta em 17 de Março de 1790 por William Herschel.